# Yerseke
Yerseke (en zélandais Iese) est un village de la commune néerlandaise de Reimerswaal, situé le long de l'Escaut oriental, en Zélande. Le village compte 6 541 habitants (2006).
Le village est surtout connu pour la mytiliculture et l'ostréiculture. C'est à Yerseke que sont produites les moules consommées en Belgique. 
Les touristes viennent à Yerseke pour les visites guidées des huîtrières, pour le port de plaisance et pour l'Oosterscheldemuseum (« Musée de l'Escaut oriental »). La localité est connue en outre pour son jour de fête annuel : le Mosseldag (le « jour de la moule »).
Le CEME, Centrum voor Estuariene en Mariene Ecologie (« Centre d'écologie estuarienne et marine »), un institut de recherches de la Koninklijke Nederlandse Akademie van Wetenschappen (« Académie royale néerlandaise des sciences »), est aussi établi à Yerseke. C'est une composante du NIOO, Nederlands Instituut voor Ecologie (« Institut néerlandais d'écologie »).

## Histoire
La mention la plus ancienne de Yerseke est probablement celle qui apparaît dans un acte du 24 janvier 966 de l'empereur Otton Ier : la localité y est nommée Gersika. Dans un texte du 27 juillet 980, Yerseke apparaît sous le nom de Gersicha. Comme tant de bourgades des îles zélandaises, l'établissement est né sur la crête d'une crique où, entre autres activités, on élevait des moutons. On suppose que le nom Gersika/Gersicha vient de cette ancienne crique.
Vers 1870, l'ostréiculture est apparue à Yerseke. À cette fin, on a construit des huîtrières où les huîtres sont élevées au moyen de tuiles. La mytiliculture a également occupé une place toujours plus importante pour le village. L'unique vente à la criée de moule des Pays-Bas se trouve à Yerseke : les pêcheurs des villages voisins viennent y vendre leur production aux enchères.
Les moules étaient autrefois pêchées grâce à de petits voiliers, les hoogaarsen et les hengsten. De nos jours, on utilise des navires très modernes possédant un système de navigation sophistiqué.

## Transport
Yerseke est desservi par la gare de Kruiningen-Yerseke.

## Personnalité née à Yerseke
- Patrick Tolhoek, coureur cycliste né le 26 juin 1965
- Johnny Hoogerland, coureur cycliste né le 13 mai 1983
- Antwan Tolhoek, coureur cycliste né le 29 avril 1994, fils du premier

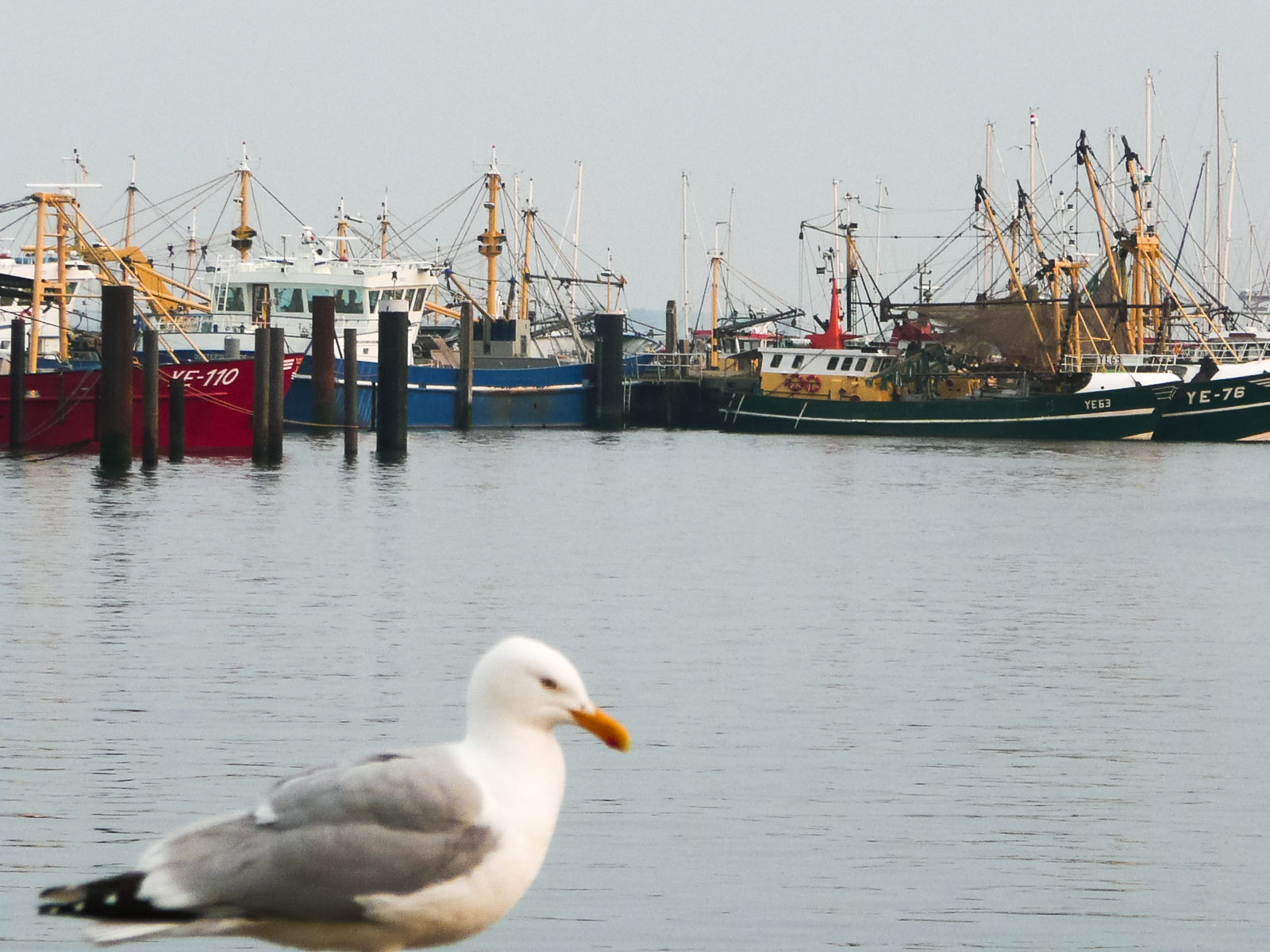
Le port de Yerseke

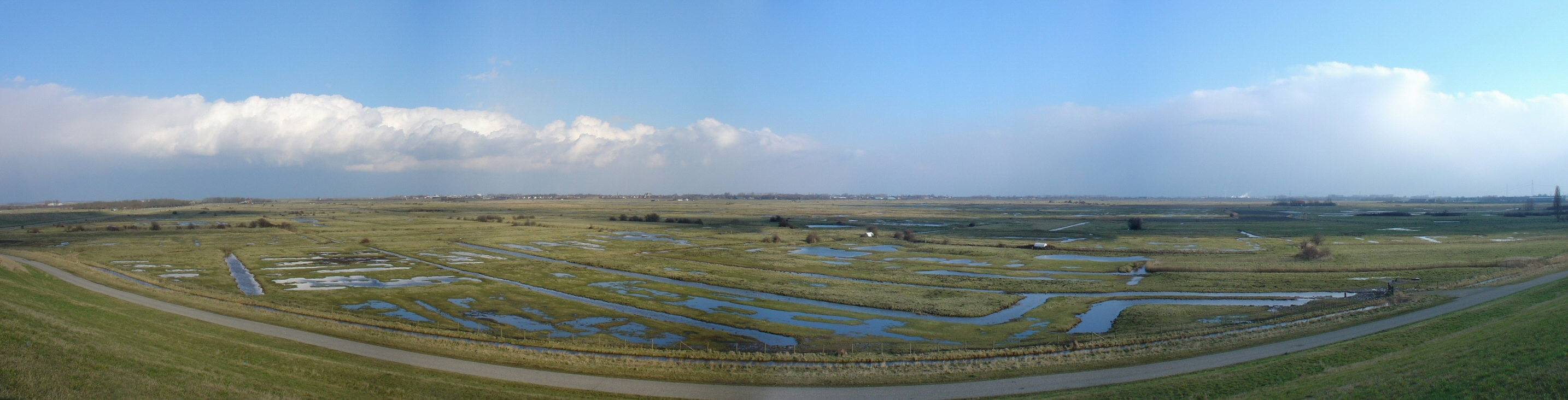
Panorama des marais de Yerseke.

## Source
- (nl) Cet article est partiellement ou en totalité issu de l’article de Wikipédia en néerlandais intitulé « Yerseke » (voir la liste des auteurs).